# Shapeshifter
Shapeshifter ist eine neuseeländische Drum-and-Bass-Band.

## Geschichte
Shapeshifter wurden im Jahre 1999 in Christchurch gegründet, nachdem sich die vier Gründungsmitglieder dort in einer Musikschule über den Weg gelaufen waren, und gehören heute zu den bekanntesten Vertretern der neuseeländischen Drum-and-Bass-Szene.
Mit dem Live-Einsatz von realen Instrumenten wie dem Saxophon oder der Gitarre setzten sie sich schnell von anderen Bands ab, die zu dieser Zeit üblicherweise nur mit schon fertig aufgenommenen und abgemischten Songs auftraten.
2002 zogen sie von Christchurch nach Melbourne in Australien, wo sie heute ein eigenes Aufnahmestudio besitzen.
Im Jahre 2003 kam mit Paora Apera aka P-Digsss, der heutige Sänger der Band hinzu, welcher mit seiner Stimme dafür sorgte, dass die Stücke der Band noch mehr Seele verliehen bekamen.
Nachdem sich Schlagzeuger Redford Grenell im September 2009 von der Band getrennt hatte, da er mit Shapeshifter „am Ende seiner Straße angekommen“ sei, kam kurze Zeit später der heutige Schlagzeuger Johnny Hooves hinzu. Dieser war zuvor schon als Schlagzeuger bei der Reggae-Band The Red Eyes sowie bei Soul-Sänger Josh Owen und Roots-Musiker Chris Cavill tätig.
Seit Juli 2010 stehen Shapeshifter bei einem der bekanntesten Drum-and-Bass-Labels weltweit, den englischen Hospital Records, unter Vertrag. Sie besitzen allerdings auch ein eigenes Plattenlabel namens Truetone Recordings.
Die Band plante im Jahr 2011, zum ersten Mal für einige Zeit nach Berlin zu kommen, um dort neues Material zu schreiben und aufzunehmen sowie ihre Live-Shows in Europa zu bewerben.
Am 30. Juli 2011 spielten Shapeshifter beim Juicy-Beats-Festival in Dortmund.
In Europa ist die Gruppe auch unter dem alternativen Namen „New Zealand Shapeshifter“ bekannt, um Verwechslungen mit der ebenfalls bekannten englischen House-Musikgruppe „The Shapeshifters“ vorzubeugen.

## Diskografie

### Studioalben
| Jahr | Titel Musiklabel                 | Höchstplatzierung, Gesamtwochen, AuszeichnungChartsChartplatzierungen (Jahr, Titel, Musiklabel, Platzierungen, Wochen, Auszeichnungen, Anmerkungen) | Anmerkungen                             |
| Jahr | Titel Musiklabel                 | NZ | Anmerkungen                             |
| ---- | -------------------------------- | --- | --------------------------------------- |
| 2001 | Realtime Kog Transmissions       | — |                                         |
| 2004 | Riddim Wise LP Truetone          | NZ33 Gold · (4 Wo.)NZ |                                         |
| 2006 | Soulstice Truetone               | NZ4 ×2Doppelplatin · (14 Wo.)NZ | Erstveröffentlichung: 10. August 2006   |
| 2007 | Shapeshifter Live Truetone       | NZ6 (9 Wo.)NZ | Erstveröffentlichung: 20. August 2007   |
| 2009 | The System Is a Vampire Truetone | NZ1 Platin · (23 Wo.)NZ | Erstveröffentlichung: 13. November 2019 |
| 2011 | System Remix Truetone            | NZ10 (4 Wo.)NZ |                                         |
| 2013 | Delta Truetone                   | NZ1 ×2Doppelplatin · (23 Wo.)NZ | Erstveröffentlichung: 31. Mai 2013      |
| 2014 | SSXUB EP Truetone                | NZ3 (3 Wo.)NZ | vs. The Upbeats                         |
| 2016 | Stars Hospital Records           | NZ2 (4 Wo.)NZ | Erstveröffentlichung: 1. November 2016  |
| 2021 | Rituals A.R.T                    | NZ6 (2 Wo.)NZ | Erstveröffentlichung: 29. Juli 2021     |

### Singles, EPs
| Jahr | Titel Album                      | Höchstplatzierung, Gesamtwochen, AuszeichnungChartsChartplatzierungen (Jahr, Titel, Album, Platzierungen, Wochen, Auszeichnungen, Anmerkungen) | Anmerkungen |
| Jahr | Titel Album                      | NZ | Anmerkungen |
| ---- | -------------------------------- | --- | ----------- |
| 2009 | Dutchies The System Is a Vampire | NZ20 (2 Wo.)NZ |             |
| 2011 | Monarch Delta                    | NZ22 (2 Wo.)NZ |             |
| 2013 | Gravity Delta                    | NZ12 (2 Wo.)NZ |             |
| 2013 | In Colour Delta                  | NZ11 Gold · (12 Wo.)NZ |             |

Weitere Singles
- 2001: DNA (EP)
- 2003: Styles (EP)
- 2003: Been Missing / Relocator (Riddim Wise LP)
- 2005: Long White Cloud (Riddim Wise LP)
- 2006: Bring Change (Soulstice)
- 2008: One (Soulstice)
- 2008: Remixes (EP)
- 2010: The System Is a Remix (EP)
- 2016: Stars (Stars)

## Auszeichnungen
In Neuseeland hat die Combo bei Fans von Drum and Bass einen besonders hohen Stellenwert. Dies wird anhand der bisher erhaltenen Auszeichnungen bei den dort jährlich stattfindenden New Zealand Music Awards deutlich:
- 2000: Winner of the Best New Act
- 2001: Nominated for Best Live Act and Best Electronic Release (D.N.A. EP)
- 2002: Winner of the Best Electronic Release (Realtime)
- 2002: Nominated for Best Song (Tapestry) and Best Album (Realtime)
- 2003: Showcase performance at Awards ceremony.
- 2006: Winner of "Best Album"(Soulstice) „Best Song“ (Bring Change) and „Best Live Act“
- 2007: Winner of „Best Electronic Release“ (Soulstice) and „Best Live Act“

Shapeshifters Video zu Long White Cloud (Regie: Ash Bolland) gewann im Jahre 2005 in der Kategorie Best Electronic Release bei den Juice TV Music Awards.

## Nebenprojekte und Jobs einzelner Mitglieder
- Devin Abrams spielt ebenfalls in der Band Pacific Heights und hat mit diesen bis dato 4 Alben veröffentlicht. Außerdem legt er regelmäßig als DJ Reno auf.
- Paora Apera ist Mitglied von The Sunshine Soundsystem mit den Stilrichtungen Hip-Hop, Funk, Dancehall, Reggae und Jungle.
- Sam Trevethick legt ab und an unter dem Namen „Sambora“ auf. Zusammen mit Sänger Paora Apera treten beide manchmal auch als 'The Peacekeepers' auf.
- Nick Robinson legt als Nicky Research auf und arbeitet nebenbei auch für die englische BBC als Journalist im Politik-Bereich.[7]